# Vin de Pays d’Oc

Region des Languedoc-Roussillon

Vin de Pays d’Oc ist die Bezeichnung für Weine aus dem Languedoc-Roussillon mit geschützter geografischer Herkunft. Seit dem 1. August 2009 sind die Weine des Pays d’Oc offiziell unter dem europaweit anerkannten Label „Indication Géographique Protégée“ (IGP) geschützter geografischer Herkunft zu finden. Dieses Label garantiert, dass sämtliche unter dieser Bezeichnung hergestellten Weine zu hundert Prozent aus den Weinbergen des Pays d’Oc stammen.
Zuvor waren diese Weine als „Landwein“ (Vin de Pays) kategorisiert. Im Zuge der europaweiten Umstrukturierung des Weinangebots im Jahr 2009 änderte sich die Bezeichnung.
Die Neugliederung führte zu verschiedenen Änderungen in der Klassifizierung französischer Weine. „AOC“ (Appellation d’Origine Contrôlée) wurde zu „AOP“ (Appellation d’Origine Protégée), Landweine wurden durch die geschützte geografische Angabe (IGP) ersetzt.
Diese Umstellung in der Klassifizierung soll helfen, die Herkunft und Qualität französischer Weine genauer zu definieren und zu schützen.

## Geschichte
Die Römer haben in dieser Region mit dem Weinbau begonnen. Im Mittelalter sorgten Zisterziensermönche für die Erhaltung und Verbesserung der Weinberge.
Während des Ancien Régime und im 19. Jahrhundert erlangten die Weine des Languedoc-Roussillon internationale Anerkennung. Durch die Nutzung des Canal du Midi und die Eisenbahnverbindung erlangte die Region des Languedoc großen Wohlstand.
In den 1970er Jahren erreichte die Weinproduktion in der Region ihren Höhepunkt. Die Anforderungen des internationalen Marktes führten dazu, dass Winzer ihre Weinberge qualitativ umstrukturierten.
1987 wurde die IGP Pays d’Oc ins Leben gerufen. Dieses Label legt den Schwerpunkt auf Rebsortenweine, um sich auf dem Weltmarkt zu positionieren. Heute erlaubt die IGP Pays d’Oc 58 verschiedene Rebsorten, die den Qualitätsstandards des Instituts National de la Qualité et de l’Origine (INAO) unterliegen.

Offizielles europäisches Label für die geschützte geografische Angabe

## Geschützte geografische Angaben des Pays d’Oc IGP
Für die Winzerbetriebe des Pays d’Oc markiert die offizielle Anerkennung durch ein europäisches Siegel einen wichtigen Meilenstein. Dieses Label hebt die Qualität der Rebsortenweine hervor.
Es sind 58 verschiedene Rebsorten zugelassen. Ähnlich wie bei den AOPs (Appellation d’Origine Protégée), unterliegen auch die Weine mit geschützter geografischer Angabe strengen Vorgaben und Spezifikationen.
Pays-d’Oc-IGP-Weine werden zu 100 Prozent von Bureau Veritas, einem weltweit führenden Unternehmen für Konformitätsbewertung und Zertifizierung, überwacht und zertifiziert. Dies beinhaltet die regelmäßige Kontrolle der Rebsorten, Erträge sowie analytischer und sensorischer Eigenschaften der Weine. Dieser Zertifizierungsprozess stellt sicher, dass die Qualitätsstandards und die Herkunft der Weine aus dem Pays d’Oc gewährleistet sind.

## IGP-Rebsortenweine des Pays d’Oc
Rote Rebsorten
Merlot, Cabernet Sauvignon, Syrah und Grenache
sowie: Alicante, Cabernet Franc, Caladoc, Carignan, Carménère, Cinsault, Cot (oder Malbec), Gamay, Marselan, Mondeuse, Morrastel, Mourvèdre, Muscat à Petits Grains Rouges, Négrette, Nielluccio, Petit Verdot, Pinot noir, Portan und Tempranillo
Weiße Rebsorten
Chardonnay, Sauvignon, Viognier und Muscat à Petits Grains
sowie: Altesse, Alvarinho, Bourboulenc, Carignan Blanc, Chasan, Chenin Blanc, Clairette, Colombard, Gewürztraminer, Grenache Blanc, Grenache Gris, Gros Manseng, Macabeu, Marsanne, Mauzac, Muscat à Petits Grains, Muscat d’Alexandrie, Petit Manseng, Pinot Blanc, Pinot Gris, Piquepoul, Riesling, Roussanne, Sauvignon Gris, Sémillon, Sylvaner, Terret, Ugni Blanc und Vermentino.
Die Pays-d’Oc-IGP-Weine haben eine geschützte geografische Herkunft und bestehen aus insgesamt 58 Rebsorten. Davon gibt es vier rote und vier weiße Hauptrebsorten, die für die Herstellung von Pays-d’Oc-IGP-Weinen verwendet werden. Angesichts der 58 Rebsorten ergeben sich eine große Vielzahl anderer Möglichkeiten und Kombinationen, die für das IGP-Label zugelassen sind. Die mediterranen Weinberge des Pays d’Oc sind geprägt von den geographischen und klimatischen Bedingungen.
Auf den Etiketten dieser Weine ist es erlaubt, den Jahrgang und die verwendeten Rebsorten anzugeben, was den Konsumenten wertvolle Informationen bietet.
Zwischen Mittelmeer und Gebirge verteilen sich die Rebsortenweine der IGP Pays d’Oc über ein weites, sonniges Gebiet – von der Camargue bis zur Côte Vermeille – im Herzen der größten Weinregion Frankreichs, die auch für ihre Weine mit geschützter Ursprungsbezeichnung (Appellation d’Origine Protégée, AOP) bekannt ist.
Die Rebsortenweine der IGP Pays d’Oc entstanden 1987 aus dem Wunsch der Winzer des Languedoc-Roussillon, mehr Kreativität zuzulassen. Dafür wollten sie auf demselben Terroir sowohl AOP-Weine – die Vorgaben für den Verschnitt unterliegen – als auch Landweine (heute IGP-Weine) erzeugen, die dank der Vielfalt der Rebsorten mehr Freiheiten für die Zusammenstellung erlaubt.
Es gibt zwei Kategorien von Pays-d’Oc-IGP-Weinen:
- Rebsortenweine: Bestehen zu 100 Prozent aus einer Rebsorte.
- Cuvées: Entstehen aus der Vermählung mehrerer Rebsorten.[6]